# Tạp chí Club International
Club International là một tạp chí có xuất phát điểm từ Anh quốc là tạp chí khiêu dâm với nhiều hình ảnh phụ nữ mát mẻ, dành cho đàn ông.  Nó là ấn bản liên quan và tương tự với tờ Club. Club International xuất bản lần đầu năm 1972 xuất bản 13 số mỗi năm, gồm 12 số hàng tháng và một số đặc biệt. Mỗi số có khoảng 100 trang in.
Club International được xuất bản bởi Paul Raymond Publications, người xuất bản một số ấn bản trong danh mục các tạp chí khiêu dâm hàng đầu ở Anh (UK's ten top adult magazines). cùng với tờ Mayfair Magazine, Club International là một trong những tờ tạp chí hot nhất của Raymond với rất nhiều bức ảnh bốc lửa trên tạp chí của mình.